# مايك وايز (لاعب كرة قدم أمريكية)
مايك وايز (بالإنجليزية: Mike Wise)‏ هو لاعب كرة قدم أمريكية أمريكي، ولد في 5 يونيو 1964 في Greenbrae, California ‏ في الولايات المتحدة، وتوفي في 21 أغسطس 1992 في دافيس في الولايات المتحدة.

## وصلات خارجية
- مايك وايز على موقع مرجع كرة القدم المحترفة.كوم (الإنجليزية)